# Élections départementales de 2015 dans le Gers
Les élections départementales de 2015 dans le Gers ont lieu les 22 et 29 mars. Le Parti socialiste, mené par le président du conseil général (renommé conseil départemental) sortant, Philippe Martin, remporte à nouveau une majorité pour le mandat 2015-2021.

## Contexte départemental

### Assemblée départementale sortante
Avant les élections, le conseil général du Gers est présidé par Philippe Martin, membre du Parti socialiste. Il comprend 31 conseillers généraux issus des 31 cantons du Gers. Après le redécoupage cantonal de 2014, ce sont 34 conseillers qui seront élus au sein des 17 nouveaux cantons du Gers.
| Parti                                | Sigle | Sigle | Élus |
| ------------------------------------ | ----- | ----- | ---- |
| Majorité (26 sièges)                 |       |       |      |
| Parti socialiste                     |       | PS    | 20   |
| Parti communiste français            |       | PCF   | 3    |
| Parti radical de gauche              |       | PRG   | 2    |
| Divers gauche                        |       | DVG   | 1    |
| Opposition (5 sièges)                |       |       |      |
| Divers droite                        |       | DVD   | 2    |
| Union pour un mouvement populaire    |       | UMP   | 2    |
| Union des démocrates et indépendants |       | UDI   | 1    |
| Président du conseil général         |       |       |      |
| Jean-Pierre Pujol (PS)               |       |       |      |

### Assemblée départementale élue
| Parti                                | Sigle | Sigle | Élus |
| ------------------------------------ | ----- | ----- | ---- |
| Majorité (22 sièges)                 |       |       |      |
| Parti socialiste                     |       | PS    | 19   |
| Parti radical de gauche              |       | PRG   | 3    |
| Opposition (12 sièges)               |       |       |      |
| Divers droite                        |       | DVD   | 6    |
| Union pour un mouvement populaire    |       | UMP   | 5    |
| Union des démocrates et indépendants |       | UDI   | 1    |
| Président du conseil départemental   |       |       |      |
| Jean-Pierre Pujol (PS)               |       |       |      |

## Résultats à l'échelle du département

### Résultats par nuances du ministère de l'Intérieur
Les nuances utilisées par le ministère de l'Intérieur ne tiennent pas compte des alliances locales.
| Binômes     | Binômes            | Premier tour | Premier tour | Second tour | Second tour | Sièges |
| Binômes     | Binômes            | Voix         | %            | Voix        | %           | Sièges |
| ----------- | ------------------ | ------------ | ------------ | ----------- | ----------- | ------ |
|             | PS                 | 19 944       | 24,81        | 22 013      | 30,33       | 14     |
|             | Union de la gauche | 11 187       | 13,92        | 13 749      | 18,94       | 8      |
|             | FG                 | 5 705        | 7,10         |             |             |        |
|             | DVG                | 2 284        | 2,84         | 1 421       | 1,96        | 0      |
|             | EÉLV               | 1 674        | 2,08 %       |             |             |        |
| Gauche      | Gauche             | 40 794       | 50,75        | 37 183      | 51,23       | 22     |
|             |                    |              |              |             |             |        |
|             | DVD                | 18 943       | 23,57        | 17 544      | 24,17       | 6      |
|             | UMP                | 7 019        | 8,73         | 9 020       | 12,43       | 6      |
|             | UC                 | 1 826        | 2,27         | 2 520       | 3,47        | 0      |
|             | Union de la droite | 1 364        | 1,70         | 1 895       | 2,61        | 0      |
| Droite      | Droite             | 29 152       | 36,27        | 30 979      | 42,68       | 12     |
|             |                    |              |              |             |             |        |
|             | FN                 | 8 165        | 10,16        | 4 427       | 6,10        | 0      |
|             |                    |              |              |             |             |        |
|             | Divers             | 2 270        | 2,82         |             |             |        |
|             |                    |              |              |             |             |        |
| Inscrits    | Inscrits           | 143 860      | 100,00       | 128 938     | 100,00      |        |
| Abstentions | Abstentions        | 57 381       | 39,89        | 50 448      | 39,13       |        |
| Votants     | Votants            | 86 479       | 60,11        | 78 490      | 60,87       |        |
| Blancs      | Blancs             | 3 839        | 4,44         | 3 629       | 4,62        |        |
| Nuls        | Nuls               | 2 259        | 2,61         | 2 272       | 2,89        |        |
| Exprimés    | Exprimés           | 80 381       | 92,95        | 72 589      | 92,48       |        |

### Résultats par canton
| Canton                | Conseiller sortant              | Parti            | Parti       | Conseiller élu            | Parti           | Parti           |
| --------------------- | ------------------------------- | ---------------- | ----------- | ------------------------- | --------------- | --------------- |
| Adour-Gersoise        | Canton créé                     | Canton créé      | Canton créé | Hélène Coomans            |                 | DVD             |
| Adour-Gersoise        | Canton créé                     | Canton créé      | Canton créé | Christophe Terrain        |                 | DVD             |
| Aignan                | Marc Payros                     |                  | PS          | Canton supprimé           | Canton supprimé | Canton supprimé |
| Armagnac-Ténarèze     | Canton créé                     | Canton créé      | Canton créé | Patricia Esperon          |                 | UMP             |
| Armagnac-Ténarèze     | Canton créé                     | Canton créé      | Canton créé | Michel Gabas              |                 | UDI             |
| Astarac-Gimone        | Canton créé                     | Canton créé      | Canton créé | Françoise Casalé          |                 | PS              |
| Astarac-Gimone        | Canton créé                     | Canton créé      | Canton créé | Jean-Pierre Salers        |                 | PS              |
| Auch-1                | Canton créé                     | Canton créé      | Canton créé | Chantal Dejean-Dupèbe     |                 | PS              |
| Auch-1                | Canton créé                     | Canton créé      | Canton créé | Christian Laprebende      |                 | PS              |
| Auch-2                | Canton créé                     | Canton créé      | Canton créé | Laurence Labedan          |                 | PS              |
| Auch-2                | Canton créé                     | Canton créé      | Canton créé | André Laran               |                 | PS              |
| Auch-3                | Canton créé                     | Canton créé      | Canton créé | Claude Bourdil            |                 | PS              |
| Auch-3                | Canton créé                     | Canton créé      | Canton créé | Cathy Daste-Leplus        |                 | PS              |
| Auch-Nord-Est         | Alain Sorbadère*                |                  | PS          | Canton supprimé           | Canton supprimé | Canton supprimé |
| Auch-Nord-Ouest       | Pierre Lasserre*                |                  | PS          | Canton supprimé           | Canton supprimé | Canton supprimé |
| Auch-Sud-Est-Seissan  | Claude Bourdil                  |                  | PS          | Canton supprimé           | Canton supprimé | Canton supprimé |
| Auch-Sud-Ouest        | Chantal Dejean-Dupèbe           |                  | PS          | Canton supprimé           | Canton supprimé | Canton supprimé |
| Baïse-Armagnac        | Canton créé                     | Canton créé      | Canton créé | Gisèle Biémouret          |                 | PS              |
| Baïse-Armagnac        | Canton créé                     | Canton créé      | Canton créé | Philippe Martin           |                 | PS              |
| Cazaubon              | Joël Lajux*                     |                  | PS          | Canton supprimé           | Canton supprimé | Canton supprimé |
| Cologne               | Philippe Dupouy                 |                  | PS          | Canton supprimé           | Canton supprimé | Canton supprimé |
| Condom                | Gisèle Biémouret                |                  | PS          | Canton supprimé           | Canton supprimé | Canton supprimé |
| Eauze                 | Michel Gabas                    |                  | DVD         | Canton supprimé           | Canton supprimé | Canton supprimé |
| Fezensac              | Canton créé                     | Canton créé      | Canton créé | Marie-Martine Dalla-Barba |                 | UMP             |
| Fezensac              | Canton créé                     | Canton créé      | Canton créé | Robert Frairet            |                 | UMP             |
| Fleurance             | Bruno Mattel*                   |                  | PRG         | Canton supprimé           | Canton supprimé | Canton supprimé |
| Fleurance-Lomagne     | Canton créé                     | Canton créé      | Canton créé | Charlette Boué            |                 | PRG             |
| Fleurance-Lomagne     | Canton créé                     | Canton créé      | Canton créé | Bernard Gendre            |                 | PS              |
| Gascogne-Auscitaine   | Canton créé                     | Canton créé      | Canton créé | Bernard Ksaz              |                 | PS              |
| Gascogne-Auscitaine   | Canton créé                     | Canton créé      | Canton créé | Lydie Toison              |                 | PS              |
| Gimone-Arrats         | Canton créé                     | Canton créé      | Canton créé | Philippe Dupouy           |                 | PS              |
| Gimone-Arrats         | Canton créé                     | Canton créé      | Canton créé | Hélène Rozis Le Breton    |                 | PS              |
| Gimont                | Aymeri de Montesquiou-Fézensac* |                  | UDI         | Canton supprimé           | Canton supprimé | Canton supprimé |
| Grand-Bas-Armagnac    | Canton créé                     | Canton créé      | Canton créé | Vincent Gouanelle         |                 | DVD             |
| Grand-Bas-Armagnac    | Canton créé                     | Canton créé      | Canton créé | Isabelle Tintané          |                 | DVD             |
| Jegun                 | Bernard Ksaz                    |                  | PS          | Canton supprimé           | Canton supprimé | Canton supprimé |
| Lectoure              | Georges Courtès                 |                  | PS          | Canton supprimé           | Canton supprimé | Canton supprimé |
| L'Isle-Jourdain       | Gérard Paul                     |                  | PS          | Christine Ducarrouge      |                 | UMP             |
| L'Isle-Jourdain       | Gérard Paul                     | Francis Larroque | PS          |                           | UMP             |                 |
| Lectoure-Lomagne      | Canton créé                     | Canton créé      | Canton créé | Xavier Ballenghien        |                 | DVD             |
| Lectoure-Lomagne      | Canton créé                     | Canton créé      | Canton créé | Valérie Manissol          |                 | DVD             |
| Lombez                | Guy Larée                       |                  | DVD         | Canton supprimé           | Canton supprimé | Canton supprimé |
| Marciac               | Francis Daguzan*                |                  | PCF         | Canton supprimé           | Canton supprimé | Canton supprimé |
| Masseube              | Françoise Casalé                |                  | PS          | Canton supprimé           | Canton supprimé | Canton supprimé |
| Mauvezin              | Gérard Marcet*                  |                  | PCF         | Canton supprimé           | Canton supprimé | Canton supprimé |
| Miélan                | Gérard Fauqué*                  |                  | PCF         | Canton supprimé           | Canton supprimé | Canton supprimé |
| Miradoux              | Xavier Ballenghien              |                  | UDI         | Canton supprimé           | Canton supprimé | Canton supprimé |
| Mirande               | Francis Dupouey                 |                  | PS          | Canton supprimé           | Canton supprimé | Canton supprimé |
| Mirande-Astarac       | Canton créé                     | Canton créé      | Canton créé | Francis Dupouey           |                 | PS              |
| Mirande-Astarac       | Canton créé                     | Canton créé      | Canton créé | Céline Salles             |                 | PS              |
| Montesquiou           | Robert Perrussan*               |                  | PS          | Canton supprimé           | Canton supprimé | Canton supprimé |
| Montréal              | Nicolas Labeyrie                |                  | PS          | Canton supprimé           | Canton supprimé | Canton supprimé |
| Nogaro                | Jean-Pierre Pujol*              |                  | PS          | Canton supprimé           | Canton supprimé | Canton supprimé |
| Pardiac-Rivière-Basse | Canton créé                     | Canton créé      | Canton créé | Nathalie Barrouillet      |                 | PS              |
| Pardiac-Rivière-Basse | Canton créé                     | Canton créé      | Canton créé | Gérard Castet             |                 | PRG             |
| Plaisance             | Gérard Castet                   |                  | MRC         | Canton supprimé           | Canton supprimé | Canton supprimé |
| Riscle                | Guy Darrieux*                   |                  | PS          | Canton supprimé           | Canton supprimé | Canton supprimé |
| Saint-Clar            | Bernard Gendre                  |                  | PS          | Canton supprimé           | Canton supprimé | Canton supprimé |
| Samatan               | René Daubriac*                  |                  | PS          | Canton supprimé           | Canton supprimé | Canton supprimé |
| Saramon               | Jean-Pierre Salers              |                  | DVG         | Canton supprimé           | Canton supprimé | Canton supprimé |
| Valence-sur-Baïse     | Philippe Martin                 |                  | PS          | Canton supprimé           | Canton supprimé | Canton supprimé |
| Val de Save           | Canton créé                     | Canton créé      | Canton créé | Jean-Pierre Cot           |                 | PRG             |
| Val de Save           | Canton créé                     | Canton créé      | Canton créé | Yvette Ribes              |                 | PS              |
| Vic-Fezensac          | Robert Frairet                  |                  | DVD         | Canton supprimé           | Canton supprimé | Canton supprimé |

* Conseillers généraux sortants ne se représentant pas

## Résultats par canton

### Canton de l'Adour-Gersoise
| Candidats            | Candidats          | Partis      | Partis      | Premier tour | Premier tour |
| Candidats            | Candidats          | Partis      | Partis      | Voix         | %            |
| -------------------- | ------------------ | ----------- | ----------- | ------------ | ------------ |
| 1                    | Geneviève Laborde  |             | PS          | 1 811        | 40,03        |
| 1                    | Marc Payros*       |             | PS          | 1 811        | 40,03        |
| 2                    | Hélène Coomans     |             | DVD         | 2 713        | 59,97        |
| 2                    | Christophe Terrain |             | DVD         | 2 713        | 59,97        |
|                      |                    |             |             |              |              |
| Inscrits             | Inscrits           | Inscrits    | Inscrits    | 7 417        | 100,00       |
| Abstentions          | Abstentions        | Abstentions | Abstentions | 2 514        | 33,90        |
| Votants              | Votants            | Votants     | Votants     | 4 903        | 66,10        |
| Blancs               | Blancs             | Blancs      | Blancs      | 242          | 4,94         |
| Nuls                 | Nuls               | Nuls        | Nuls        | 137          | 2,79         |
| Exprimés             | Exprimés           | Exprimés    | Exprimés    | 4 524        | 92,27        |
| * conseiller sortant |                    |             |             |              |              |

### Canton d'Armagnac-Ténarèze
| Candidats            | Candidats         | Partis      | Partis      | Premier tour | Premier tour | Second tour | Second tour |
| Candidats            | Candidats         | Partis      | Partis      | Voix         | %            | Voix        | %           |
| -------------------- | ----------------- | ----------- | ----------- | ------------ | ------------ | ----------- | ----------- |
| 1                    | Nicolas Labeyrie* |             | PS          | 1 769        | 37,19        | 2 102       | 40,28       |
| 1                    | Carole Rolando    |             | PS          | 1 769        | 37,19        | 2 102       | 40,28       |
| 2                    | Patricia Esperon  |             | UMP         | 1 829        | 38,45        | 2 201       | 42,18       |
| 2                    | Michel Gabas      |             | UDI         | 1 829        | 38,45        | 2 201       | 42,18       |
| 3                    | Thomas Guasch     |             | FN          | 1 159        | 24,36        | 915         | 17,54       |
| 3                    | Stéphanie Langui  |             | FN          | 1 159        | 24,36        | 915         | 17,54       |
|                      |                   |             |             |              |              |             |             |
| Inscrits             | Inscrits          | Inscrits    | Inscrits    | 8 051        | 100,00       | 8 050       | 100,00      |
| Abstentions          | Abstentions       | Abstentions | Abstentions | 2 991        | 37,15        | 2 638       | 32,77       |
| Votants              | Votants           | Votants     | Votants     | 5 060        | 62,85        | 5 412       | 67,23       |
| Blancs               | Blancs            | Blancs      | Blancs      | 174          | 3,44         | 124         | 2,29        |
| Nuls                 | Nuls              | Nuls        | Nuls        | 129          | 2,55         | 70          | 1,29        |
| Exprimés             | Exprimés          | Exprimés    | Exprimés    | 4 757        | 94,01        | 5 218       | 96,42       |
| * conseiller sortant |                   |             |             |              |              |             |             |

### Canton d'Astarac-Gimone
| Candidats            | Candidats              | Partis      | Partis      | Premier tour | Premier tour | Second tour | Second tour |
| Candidats            | Candidats              | Partis      | Partis      | Voix         | %            | Voix        | %           |
| -------------------- | ---------------------- | ----------- | ----------- | ------------ | ------------ | ----------- | ----------- |
| 1                    | Anne-Catherine Humbert |             | FN          | 647          | 14,06        |             |             |
| 1                    | David Langui           |             | FN          | 647          | 14,06        |             |             |
| 2                    | André Belvèze          |             | PCF         | 358          | 7,78         |             |             |
| 2                    | Priscilla Morant       |             | FG          | 358          | 7,78         |             |             |
| 3                    | Henri Chavarot         |             | EÉLV        | 281          | 6,11         |             |             |
| 3                    | Valerie Herrero        |             | EÉLV        | 281          | 6,11         |             |             |
| 4                    | Françoise Casalé*      |             | PS          | 1 951        | 42,4         | 2 537       | 57,24       |
| 4                    | Jean-Pierre Salers     |             | PS          | 1 951        | 42,4         | 2 537       | 57,24       |
| 5                    | Christian Duprat       |             | UMP         | 1 364        | 29,65        | 1 895       | 42,76       |
| 5                    | Anne-Aymone Peyrusse   |             | UMP         | 1 364        | 29,65        | 1 895       | 42,76       |
|                      |                        |             |             |              |              |             |             |
| Inscrits             | Inscrits               | Inscrits    | Inscrits    | 7 090        | 100,00       | 7 092       | 100,00      |
| Abstentions          | Abstentions            | Abstentions | Abstentions | 2 276        | 32,1         | 2 314       | 32,63       |
| Votants              | Votants                | Votants     | Votants     | 4 814        | 67,9         | 4 778       | 67,37       |
| Blancs               | Blancs                 | Blancs      | Blancs      | 149          | 3,1          | 217         | 4,54        |
| Nuls                 | Nuls                   | Nuls        | Nuls        | 64           | 1,33         | 129         | 2,7         |
| Exprimés             | Exprimés               | Exprimés    | Exprimés    | 4 601        | 95,58        | 4 432       | 92,76       |
| * conseiller sortant |                        |             |             |              |              |             |             |

### Canton d'Auch-1
| Candidats            | Candidats              | Partis      | Partis      | Premier tour | Premier tour | Second tour | Second tour |
| Candidats            | Candidats              | Partis      | Partis      | Voix         | %            | Voix        | %           |
| -------------------- | ---------------------- | ----------- | ----------- | ------------ | ------------ | ----------- | ----------- |
| 1                    | Éric Bonnet            |             | DVD         | 1 227        | 29,93        | 1 552       | 39,26       |
| 1                    | Rose-Marie Miotti      |             | DVD         | 1 227        | 29,93        | 1 552       | 39,26       |
| 2                    | Jean-Michel Espinasse  |             | FG          | 460          | 11,22        |             |             |
| 2                    | Joelle Reynaud         |             | FG          | 460          | 11,22        |             |             |
| 3                    | Alexis Boudaud         |             | SE          | 354          | 8,64         |             |             |
| 3                    | Priscilla Maignaut     |             | SE          | 354          | 8,64         |             |             |
| 4                    | Chantal Dejean-Dupèbe* |             | PS          | 1 721        | 41,99        | 2 401       | 60,74       |
| 4                    | Christian Laprebende   |             | PS          | 1 721        | 41,99        | 2 401       | 60,74       |
| 5                    | Danièle Mokkadem       |             | FG          | 337          | 8,22         |             |             |
| 5                    | Jean Pareti            |             | PCF         | 337          | 8,22         |             |             |
|                      |                        |             |             |              |              |             |             |
| Inscrits             | Inscrits               | Inscrits    | Inscrits    | 8 177        | 100,00       | 8 177       | 100,00      |
| Abstentions          | Abstentions            | Abstentions | Abstentions | 3 659        | 44,75        | 3 748       | 45,84       |
| Votants              | Votants                | Votants     | Votants     | 4 518        | 55,25        | 4 429       | 54,16       |
| Blancs               | Blancs                 | Blancs      | Blancs      | 247          | 5,47         | 251         | 5,67        |
| Nuls                 | Nuls                   | Nuls        | Nuls        | 172          | 3,81         | 225         | 5,08        |
| Exprimés             | Exprimés               | Exprimés    | Exprimés    | 4 099        | 90,73        | 3 953       | 89,25       |
| * conseiller sortant |                        |             |             |              |              |             |             |

### Canton d'Auch-2
| Candidats   | Candidats           | Partis      | Partis      | Premier tour | Premier tour | Second tour | Second tour |
| Candidats   | Candidats           | Partis      | Partis      | Voix         | %            | Voix        | %           |
| ----------- | ------------------- | ----------- | ----------- | ------------ | ------------ | ----------- | ----------- |
| 1           | Martine Barbirolo   |             | FN          | 899          | 21,07        |             |             |
| 1           | Patrick Montané     |             | FN          | 899          | 21,07        |             |             |
| 2           | Joan Benard         |             | PCF         | 281          | 6,59         |             |             |
| 2           | Françoise Carrié    |             | FG          | 281          | 6,59         |             |             |
| 3           | Philippe Le Goanvic |             | EÉLV        | 401          | 9,40         |             |             |
| 3           | Virginie Spadafora  |             | EÉLV        | 401          | 9,40         |             |             |
| 4           | Brigitte Labedan    |             | DVD         | 992          | 23,25        | 1 697       | 43,3        |
| 4           | Pierre Tabarin      |             | DVD         | 992          | 23,25        | 1 697       | 43,3        |
| 5           | Laurence Labedan    |             | PS          | 1 694        | 39,7         | 2 222       | 56,7        |
| 5           | André Laran         |             | PS          | 1 694        | 39,7         | 2 222       | 56,7        |
|             |                     |             |             |              |              |             |             |
| Inscrits    | Inscrits            | Inscrits    | Inscrits    | 7 965        | 100,00       | 7 965       | 100,00      |
| Abstentions | Abstentions         | Abstentions | Abstentions | 3 427        | 43,03        | 3 575       | 44,88       |
| Votants     | Votants             | Votants     | Votants     | 4 538        | 56,97        | 4 390       | 55,12       |
| Blancs      | Blancs              | Blancs      | Blancs      | 170          | 3,75         | 275         | 6,26        |
| Nuls        | Nuls                | Nuls        | Nuls        | 101          | 2,23         | 196         | 4,46        |
| Exprimés    | Exprimés            | Exprimés    | Exprimés    | 4 267        | 94,03        | 3 919       | 89,27       |

### Canton d'Auch-3
| Candidats            | Candidats          | Partis      | Partis      | Premier tour | Premier tour | Second tour | Second tour |
| Candidats            | Candidats          | Partis      | Partis      | Voix         | %            | Voix        | %           |
| -------------------- | ------------------ | ----------- | ----------- | ------------ | ------------ | ----------- | ----------- |
| 1                    | Josette Gesta      |             | DVD         | 1 042        | 28,74        | 1 387       | 39,33       |
| 1                    | Roland Sturmel     |             | DVD         | 1 042        | 28,74        | 1 387       | 39,33       |
| 2                    | Claude Bourdil*    |             | PS          | 1 632        | 45,01        | 2 140       | 60,67       |
| 2                    | Cathy Daste-Leplus |             | PS          | 1 632        | 45,01        | 2 140       | 60,67       |
| 3                    | Philippe Espinasse |             | FG          | 484          | 13,35        |             |             |
| 3                    | Monique Planté     |             | FG          | 484          | 13,35        |             |             |
| 4                    | Claire Dauge       |             | SE          | 206          | 5,68         |             |             |
| 4                    | Jean-Loup Vivier   |             | SE          | 206          | 5,68         |             |             |
| 5                    | Sylviane Baudois   |             | EÉLV        | 262          | 7,23         |             |             |
| 5                    | Georges Nosella    |             | EÉLV        | 262          | 7,23         |             |             |
|                      |                    |             |             |              |              |             |             |
| Inscrits             | Inscrits           | Inscrits    | Inscrits    | 8 040        | 100,00       | 8 040       | 100,00      |
| Abstentions          | Abstentions        | Abstentions | Abstentions | 4 031        | 50,14        | 4 121       | 51,26       |
| Votants              | Votants            | Votants     | Votants     | 4 009        | 49,86        | 3 919       | 48,74       |
| Blancs               | Blancs             | Blancs      | Blancs      | 204          | 5,09         | 222         | 5,66        |
| Nuls                 | Nuls               | Nuls        | Nuls        | 179          | 4,46         | 170         | 4,34        |
| Exprimés             | Exprimés           | Exprimés    | Exprimés    | 3 626        | 90,45        | 3 527       | 90          |
| * conseiller sortant |                    |             |             |              |              |             |             |

### Canton de Baïse-Armagnac
| Candidats            | Candidats            | Partis      | Partis      | Premier tour | Premier tour | Second tour | Second tour |
| Candidats            | Candidats            | Partis      | Partis      | Voix         | %            | Voix        | %           |
| -------------------- | -------------------- | ----------- | ----------- | ------------ | ------------ | ----------- | ----------- |
| 1                    | Gisèle Biémouret*    |             | PS          | 2 231        | 43,04        | 2 659       | 49,2        |
| 1                    | Philippe Martin      |             | PS          | 2 231        | 43,04        | 2 659       | 49,2        |
| 2                    | Isabelle Caillavet   |             | UMP         | 1 289        | 24,86        | 1 596       | 29,53       |
| 2                    | Thierry Sacré        |             | UMP         | 1 289        | 24,86        | 1 596       | 29,53       |
| 3                    | Jean Baptiste Bonnet |             | EÉLV        | 429          | 8,28         |             |             |
| 3                    | Anne Gouyon          |             | EÉLV        | 429          | 8,28         |             |             |
| 4                    | Sabine Labat         |             | FN          | 1 235        | 23,82        | 1 150       | 21,28       |
| 4                    | Gauthier Mansuy      |             | FN          | 1 235        | 23,82        | 1 150       | 21,28       |
|                      |                      |             |             |              |              |             |             |
| Inscrits             | Inscrits             | Inscrits    | Inscrits    | 8 928        | 100,00       | 8 927       | 100,00      |
| Abstentions          | Abstentions          | Abstentions | Abstentions | 3 465        | 38,81        | 3 258       | 36,5        |
| Votants              | Votants              | Votants     | Votants     | 5 463        | 61,19        | 5 669       | 63,5        |
| Blancs               | Blancs               | Blancs      | Blancs      | 178          | 3,26         | 156         | 2,75        |
| Nuls                 | Nuls                 | Nuls        | Nuls        | 101          | 1,85         | 108         | 1,91        |
| Exprimés             | Exprimés             | Exprimés    | Exprimés    | 5 184        | 94,89        | 5 405       | 95,34       |
| * conseiller sortant |                      |             |             |              |              |             |             |

### Canton du Fezensac
| Candidats   | Candidats                         | Partis      | Partis      | Premier tour | Premier tour | Second tour | Second tour |
| Candidats   | Candidats                         | Partis      | Partis      | Voix         | %            | Voix        | %           |
| ----------- | --------------------------------- | ----------- | ----------- | ------------ | ------------ | ----------- | ----------- |
| 1           | Jean-Claude Bourguignon           |             | PCF         | 467          | 10,82        |             |             |
| 1           | Laure Picherit                    |             | PCF         | 467          | 10,82        |             |             |
| 2           | Camille Joubert                   |             | SE          | 162          | 3,75         |             |             |
| 2           | Thierry Montvoisin                |             | SE          | 162          | 3,75         |             |             |
| 3           | Philippe Cahuzac                  |             | DVG         | 902          | 20,89        | 1 421       | 34,91       |
| 3           | Sylvie Lasportes-Sanchez          |             | DVG         | 902          | 20,89        | 1 421       | 34,91       |
| 4           | Marie-Martine Dalla-Barba         |             | UMP         | 1 970        | 45,62        | 2 649       | 65,09       |
| 4           | Robert Frairet                    |             | UMP         | 1 970        | 45,62        | 2 649       | 65,09       |
| 5           | Jean Barillet-Nonclercq           |             | FN          | 817          | 18,92        |             |             |
| 5           | Isabelle Léon-Arthur dit Langlais |             | FN          | 817          | 18,92        |             |             |
|             |                                   |             |             |              |              |             |             |
| Inscrits    | Inscrits                          | Inscrits    | Inscrits    | 7 055        | 100,00       | 7 055       | 100,00      |
| Abstentions | Abstentions                       | Abstentions | Abstentions | 2 511        | 35,59        | 2 538       | 35,97       |
| Votants     | Votants                           | Votants     | Votants     | 4 544        | 64,41        | 4 517       | 64,03       |
| Blancs      | Blancs                            | Blancs      | Blancs      | 136          | 2,99         | 274         | 6,07        |
| Nuls        | Nuls                              | Nuls        | Nuls        | 90           | 1,98         | 173         | 3,83        |
| Exprimés    | Exprimés                          | Exprimés    | Exprimés    | 4 318        | 95,03        | 4 070       | 90,1        |

### Canton de Fleurance-Lomagne
| Candidats   | Candidats         | Partis      | Partis      | Premier tour | Premier tour | Second tour | Second tour |
| Candidats   | Candidats         | Partis      | Partis      | Voix         | %            | Voix        | %           |
| ----------- | ----------------- | ----------- | ----------- | ------------ | ------------ | ----------- | ----------- |
| 1           | Nathalie Bernède  |             | FN          | 1 363        | 23,23        | 1 266       | 20,81       |
| 1           | François Buzet    |             | FN          | 1 363        | 23,23        | 1 266       | 20,81       |
| 2           | Jacques Cadéot    |             | PCF         | 326          | 5,56         |             |             |
| 2           | Aurélia Chignec   |             | FG          | 326          | 5,56         |             |             |
| 3           | Charlette Boué    |             | PRG         | 2 632        | 44,86        | 3 116       | 51,22       |
| 3           | Bernard Gendre    |             | PS          | 2 632        | 44,86        | 3 116       | 51,22       |
| 4           | Grégory Bobbato   |             | DVD         | 1 546        | 26,35        | 1 701       | 27,96       |
| 4           | Catherine Cournot |             | DVD         | 1 546        | 26,35        | 1 701       | 27,96       |
|             |                   |             |             |              |              |             |             |
| Inscrits    | Inscrits          | Inscrits    | Inscrits    | 10 338       | 100,00       | 10 333      | 100,00      |
| Abstentions | Abstentions       | Abstentions | Abstentions | 4 093        | 39,59        | 3 931       | 38,04       |
| Votants     | Votants           | Votants     | Votants     | 6 245        | 60,41        | 6 402       | 61,96       |
| Blancs      | Blancs            | Blancs      | Blancs      | 237          | 3,8          | 196         | 3,06        |
| Nuls        | Nuls              | Nuls        | Nuls        | 141          | 2,26         | 123         | 1,92        |
| Exprimés    | Exprimés          | Exprimés    | Exprimés    | 5 867        | 93,95        | 6 083       | 95,02       |

### Canton de la Gascogne-Auscitaine
| Candidats            | Candidats             | Partis      | Partis      | Premier tour | Premier tour | Second tour | Second tour |
| Candidats            | Candidats             | Partis      | Partis      | Voix         | %            | Voix        | %           |
| -------------------- | --------------------- | ----------- | ----------- | ------------ | ------------ | ----------- | ----------- |
| 1                    | Pierre Cahuzac        |             | DVD         | 1 210        | 32,95        | 1 624       | 42,26       |
| 1                    | Christel Dulhoste     |             | DVD         | 1 210        | 32,95        | 1 624       | 42,26       |
| 2                    | Antoine Joubert       |             | SE          | 222          | 6,05         |             |             |
| 2                    | Martine Tournier      |             | SE          | 222          | 6,05         |             |             |
| 3                    | Camille Fossaert      |             | EÉLV        | 301          | 8,20         |             |             |
| 3                    | Jean-François Kentzel |             | EÉLV        | 301          | 8,20         |             |             |
| 4                    | Bernard Ksaz*         |             | PS          | 1 569        | 42,73        | 2 219       | 57,74       |
| 4                    | Lydie Toison          |             | PS          | 1 569        | 42,73        | 2 219       | 57,74       |
| 5                    | Pascal Cochet         |             | PCF         | 370          | 10,08        |             |             |
| 5                    | Monique Mesa          |             | PCF         | 370          | 10,08        |             |             |
|                      |                       |             |             |              |              |             |             |
| Inscrits             | Inscrits              | Inscrits    | Inscrits    | 7 146        | 100,00       | 7 146       | 100,00      |
| Abstentions          | Abstentions           | Abstentions | Abstentions | 2 968        | 41,53        | 2 829       | 39,59       |
| Votants              | Votants               | Votants     | Votants     | 4 178        | 58,47        | 4 317       | 60,41       |
| Blancs               | Blancs                | Blancs      | Blancs      | 325          | 7,78         | 295         | 6,83        |
| Nuls                 | Nuls                  | Nuls        | Nuls        | 181          | 4,33         | 179         | 4,15        |
| Exprimés             | Exprimés              | Exprimés    | Exprimés    | 3 672        | 87,89        | 3 843       | 89,02       |
| * conseiller sortant |                       |             |             |              |              |             |             |

### Canton de Gimone-Arrats
| Candidats            | Candidats              | Partis      | Partis      | Premier tour | Premier tour | Second tour | Second tour |
| Candidats            | Candidats              | Partis      | Partis      | Voix         | %            | Voix        | %           |
| -------------------- | ---------------------- | ----------- | ----------- | ------------ | ------------ | ----------- | ----------- |
| 1                    | Jean-Luc Silhères      |             | UDI         | 1 826        | 33,69        | 2 520       | 46,20       |
| 1                    | Sylvie Varin           |             | MoDem       | 1 826        | 33,69        | 2 520       | 46,20       |
| 2                    | Patricia Daubas        |             | DVD         | 529          | 9,76         |             |             |
| 2                    | Bruno Dienot           |             | DVD         | 529          | 9,76         |             |             |
| 3                    | Linda Deldebat         |             | PCF         | 1 199        | 22,12        |             |             |
| 3                    | Bruno Gabriel          |             | PCF         | 1 199        | 22,12        |             |             |
| 4                    | Philippe Dupouy*       |             | PS          | 1 866        | 34,43        | 2 934       | 53,8        |
| 4                    | Hélène Rozis Le Breton |             | PS          | 1 866        | 34,43        | 2 934       | 53,8        |
|                      |                        |             |             |              |              |             |             |
| Inscrits             | Inscrits               | Inscrits    | Inscrits    | 10 209       | 100,00       | 10 211      | 100,00      |
| Abstentions          | Abstentions            | Abstentions | Abstentions | 4 320        | 42,32        | 4 228       | 41,41       |
| Votants              | Votants                | Votants     | Votants     | 5 889        | 57,68        | 5 983       | 58,59       |
| Blancs               | Blancs                 | Blancs      | Blancs      | 309          | 5,25         | 345         | 5,77        |
| Nuls                 | Nuls                   | Nuls        | Nuls        | 160          | 2,72         | 184         | 3,08        |
| Exprimés             | Exprimés               | Exprimés    | Exprimés    | 5 420        | 92,04        | 5 454       | 91,16       |
| * conseiller sortant |                        |             |             |              |              |             |             |

### Canton du Grand-Bas-Armagnac
| Candidats   | Candidats            | Partis      | Partis      | Premier tour | Premier tour | Second tour | Second tour |
| Candidats   | Candidats            | Partis      | Partis      | Voix         | %            | Voix        | %           |
| ----------- | -------------------- | ----------- | ----------- | ------------ | ------------ | ----------- | ----------- |
| 1           | Éric Ferron          |             | PCF         | 566          | 10,64        |             |             |
| 1           | Sylvie Louge-abentin |             | FG          | 566          | 10,64        |             |             |
| 2           | Vincent Gouanelle    |             | DVD         | 2 467        | 46,39        | 3 123       | 52,74       |
| 2           | Isabelle Tintané     |             | DVD         | 2 467        | 46,39        | 3 123       | 52,74       |
| 3           | Marie-Ange Passarieu |             | PS          | 2 285        | 42,97        | 2 799       | 47,26       |
| 3           | Christian Peyret     |             | PS          | 2 285        | 42,97        | 2 799       | 47,26       |
|             |                      |             |             |              |              |             |             |
| Inscrits    | Inscrits             | Inscrits    | Inscrits    | 10 086       | 100,00       | 10 087      | 100,00      |
| Abstentions | Abstentions          | Abstentions | Abstentions | 4 166        | 41,3         | 3 642       | 36,11       |
| Votants     | Votants              | Votants     | Votants     | 5 920        | 58,7         | 6 445       | 63,89       |
| Blancs      | Blancs               | Blancs      | Blancs      | 382          | 6,45         | 339         | 5,26        |
| Nuls        | Nuls                 | Nuls        | Nuls        | 220          | 3,72         | 184         | 2,85        |
| Exprimés    | Exprimés             | Exprimés    | Exprimés    | 5 318        | 89,83        | 5 922       | 91,89       |

### Canton de L'Isle-Jourdain
| Candidats            | Candidats             | Partis      | Partis      | Premier tour | Premier tour | Second tour | Second tour |
| Candidats            | Candidats             | Partis      | Partis      | Voix         | %            | Voix        | %           |
| -------------------- | --------------------- | ----------- | ----------- | ------------ | ------------ | ----------- | ----------- |
| 1                    | Jean-Luc Davezac      |             | SE          | 476          | 9,77         |             |             |
| 1                    | Marie-Christine Huby  |             | SE          | 476          | 9,77         |             |             |
| 2                    | David Pomies          |             | DVG         | 560          | 11,50        |             |             |
| 2                    | Nathalie Straseele    |             | DVG         | 560          | 11,50        |             |             |
| 3                    | Christine Ducarrouge  |             | UMP         | 1 931        | 39,65        | 2 574       | 51,36       |
| 3                    | Francis Larroque      |             | UMP         | 1 931        | 39,65        | 2 574       | 51,36       |
| 4                    | Marie-Christine Clair |             | PS          | 1 903        | 39,08        | 2 438       | 48,64       |
| 4                    | Gérard Paul*          |             | PS          | 1 903        | 39,08        | 2 438       | 48,64       |
|                      |                       |             |             |              |              |             |             |
| Inscrits             | Inscrits              | Inscrits    | Inscrits    | 9 849        | 100,00       | 9 844       | 100,00      |
| Abstentions          | Abstentions           | Abstentions | Abstentions | 4 640        | 47,11        | 4 454       | 45,25       |
| Votants              | Votants               | Votants     | Votants     | 5 209        | 52,89        | 5 390       | 54,75       |
| Blancs               | Blancs                | Blancs      | Blancs      | 215          | 4,13         | 228         | 4,23        |
| Nuls                 | Nuls                  | Nuls        | Nuls        | 124          | 2,38         | 150         | 2,78        |
| Exprimés             | Exprimés              | Exprimés    | Exprimés    | 4 870        | 93,49        | 5 012       | 92,99       |
| * conseiller sortant |                       |             |             |              |              |             |             |

### Canton de Lectoure-Lomagne
| Candidats            | Candidats           | Partis      | Partis      | Premier tour | Premier tour |
| Candidats            | Candidats           | Partis      | Partis      | Voix         | %            |
| -------------------- | ------------------- | ----------- | ----------- | ------------ | ------------ |
| 1                    | Xavier Ballenghien* |             | DVD         | 2 344        | 53,47        |
| 1                    | Valérie Manissol    |             | DVD         | 2 344        | 53,47        |
| 2                    | Joël Cantaloup      |             | PCF         | 625          | 14,26        |
| 2                    | Sylvie Colas        |             | FG          | 625          | 14,26        |
| 3                    | Georges Courtes*    |             | PS          | 1 415        | 32,28        |
| 3                    | Suzanne Macabiau    |             | PS          | 1 415        | 32,28        |
|                      |                     |             |             |              |              |
| Inscrits             | Inscrits            | Inscrits    | Inscrits    | 7 498        | 100,00       |
| Abstentions          | Abstentions         | Abstentions | Abstentions | 2 825        | 37,68        |
| Votants              | Votants             | Votants     | Votants     | 4 673        | 62,32        |
| Blancs               | Blancs              | Blancs      | Blancs      | 172          | 3,68         |
| Nuls                 | Nuls                | Nuls        | Nuls        | 117          | 2,50         |
| Exprimés             | Exprimés            | Exprimés    | Exprimés    | 4 384        | 93,82        |
| * conseiller sortant |                     |             |             |              |              |

### Canton de Mirande-Astarac
| Candidats            | Candidats             | Partis      | Partis      | Premier tour | Premier tour | Second tour | Second tour |
| Candidats            | Candidats             | Partis      | Partis      | Voix         | %            | Voix        | %           |
| -------------------- | --------------------- | ----------- | ----------- | ------------ | ------------ | ----------- | ----------- |
| 1                    | Francis Dupouey*      |             | PS          | 2 785        | 48,8         | 2 997       | 51,36       |
| 1                    | Céline Salles         |             | PS          | 2 785        | 48,8         | 2 997       | 51,36       |
| 2                    | Jean-François Darroux |             | DVD         | 1 601        | 28,05        | 1 742       | 29,85       |
| 2                    | Muriel Larrieu        |             | DVD         | 1 601        | 28,05        | 1 742       | 29,85       |
| 3                    | Jacqueline Cornon     |             | FN          | 1 321        | 23,15        | 1 096       | 18,78       |
| 3                    | Jean-Luc Yelma        |             | FN          | 1 321        | 23,15        | 1 096       | 18,78       |
|                      |                       |             |             |              |              |             |             |
| Inscrits             | Inscrits              | Inscrits    | Inscrits    | 9 648        | 100,00       | 9 647       | 100,00      |
| Abstentions          | Abstentions           | Abstentions | Abstentions | 3 513        | 36,41        | 3 503       | 36,31       |
| Votants              | Votants               | Votants     | Votants     | 6 135        | 63,59        | 6 144       | 63,69       |
| Blancs               | Blancs                | Blancs      | Blancs      | 294          | 4,79         | 214         | 3,48        |
| Nuls                 | Nuls                  | Nuls        | Nuls        | 134          | 2,18         | 95          | 1,55        |
| Exprimés             | Exprimés              | Exprimés    | Exprimés    | 5 707        | 93,02        | 5 835       | 94,97       |
| * conseiller sortant |                       |             |             |              |              |             |             |

### Canton de Pardiac-Rivière-Basse
| Candidats   | Candidats            | Partis      | Partis      | Premier tour | Premier tour | Second tour | Second tour |
| Candidats   | Candidats            | Partis      | Partis      | Voix         | %            | Voix        | %           |
| ----------- | -------------------- | ----------- | ----------- | ------------ | ------------ | ----------- | ----------- |
| 1           | Nathalie Barrouillet |             | PS          | 1 746        | 37,23        | 2 530       | 54,09       |
| 1           | Gérard Castet        |             | PRG         | 1 746        | 37,23        | 2 530       | 54,09       |
| 2           | Alain Audirac        |             | DVD         | 1 189        | 25,35        | 2 147       | 45,91       |
| 2           | Marie-Noëlle Denat   |             | DVD         | 1 189        | 25,35        | 2 147       | 45,91       |
| 3           | Romain Duport        |             | SE          | 666          | 14,20        |             |             |
| 3           | Sylvie Theye         |             | SE          | 666          | 14,20        |             |             |
| 4           | Simone Broustet      |             | DVG         | 365          | 7,78         |             |             |
| 4           | Gérard Lille         |             | DVG         | 365          | 7,78         |             |             |
| 5           | Serge Cornon         |             | FN          | 724          | 15,44        |             |             |
| 5           | Béatrice Yelma       |             | FN          | 724          | 15,44        |             |             |
|             |                      |             |             |              |              |             |             |
| Inscrits    | Inscrits             | Inscrits    | Inscrits    | 7 682        | 100,00       | 7 682       | 100,00      |
| Abstentions | Abstentions          | Abstentions | Abstentions | 2 742        | 35,69        | 2 586       | 33,66       |
| Votants     | Votants              | Votants     | Votants     | 4 940        | 64,31        | 5 096       | 66,34       |
| Blancs      | Blancs               | Blancs      | Blancs      | 169          | 3,42         | 263         | 5,16        |
| Nuls        | Nuls                 | Nuls        | Nuls        | 81           | 1,64         | 156         | 3,06        |
| Exprimés    | Exprimés             | Exprimés    | Exprimés    | 4 690        | 94,94        | 4 677       | 91,78       |

### Canton de Val de Save
| Candidats            | Candidats                 | Partis      | Partis      | Premier tour | Premier tour | Second tour | Second tour |
| Candidats            | Candidats                 | Partis      | Partis      | Voix         | %            | Voix        | %           |
| -------------------- | ------------------------- | ----------- | ----------- | ------------ | ------------ | ----------- | ----------- |
| 1                    | Dominique Darrozes        |             | SE          | 184          | 3,62         |             |             |
| 1                    | Jérôme Piques             |             | SE          | 184          | 3,62         |             |             |
| 2                    | Jean-Pierre Cot           |             | PRG         | 2 121        | 41,78        | 2 668       | 50,93       |
| 2                    | Yvette Ribes              |             | PS          | 2 121        | 41,78        | 2 668       | 50,93       |
| 3                    | Marie-Christine Bisognani |             | DVD         | 2 083        | 41,03        | 2 571       | 49,07       |
| 3                    | Guy Larée*                |             | DVD         | 2 083        | 41,03        | 2 571       | 49,07       |
| 4                    | Annie Defaux              |             | PCF         | 232          | 4,57         |             |             |
| 4                    | Élie Tajan                |             | PCF         | 232          | 4,57         |             |             |
| 5                    | Sandrine Higué            |             | ND          | 457          | 9,00         |             |             |
| 5                    | Pascal Penetro            |             | PG          | 457          | 9,00         |             |             |
|                      |                           |             |             |              |              |             |             |
| Inscrits             | Inscrits                  | Inscrits    | Inscrits    | 8 681        | 100,00       | 8 682       | 100,00      |
| Abstentions          | Abstentions               | Abstentions | Abstentions | 3 240        | 37,32        | 3 083       | 35,51       |
| Votants              | Votants                   | Votants     | Votants     | 5 441        | 62,68        | 5 599       | 64,49       |
| Blancs               | Blancs                    | Blancs      | Blancs      | 234          | 4,3          | 230         | 4,11        |
| Nuls                 | Nuls                      | Nuls        | Nuls        | 130          | 2,39         | 130         | 2,32        |
| Exprimés             | Exprimés                  | Exprimés    | Exprimés    | 5 077        | 93,31        | 5 239       | 93,57       |
| * conseiller sortant |                           |             |             |              |              |             |             |